# Liga de las Diez Jurisdicciones

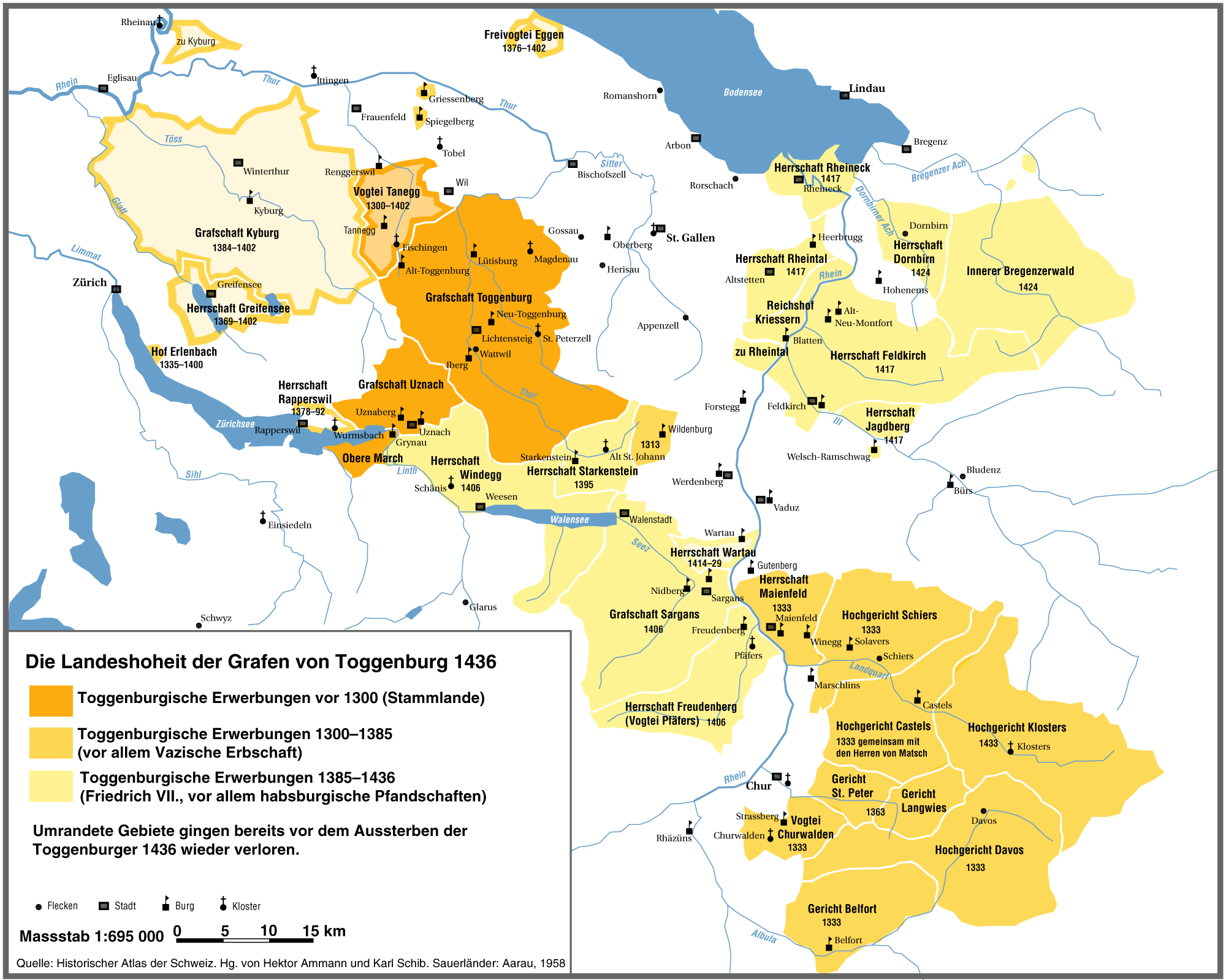
Posesiones de los condes de Toggenburgo en 1436, año de la Antigua Guerra de Zúrich.

La Liga de las Diez Jurisdicciones fue la alianza política de diversas comunidades alpinas en el siglo XV, siguiendo el modelo de los cantones suizos y otras ligas de la región de los Grisones.
A la muerte sin herederos varones del último conde de Togenburgo, diversas comunidades vecinas de los valles alpinos propusieron defender sus derechos frente a posibles pretendientes a la dignidad condal contando con el apoyo simbólico de la viuda del conde. Mientras tanto, llegó a producirse una guerra entre el cantón de Zúrich y el resto de la Confederación suiza por el dominio del conjunto de la herencia del conde.

## Formación de las Tres Ligas

Las Tres Ligas en 1512

En 1450, la Liga de las Diez Jurisdicciones se alió con la vecina Liga de la Casa de Dios para formar posteriormente una nueva alianza con un tercer socio, la Liga Gris, dando lugar a la unión conocida como Tres Ligas, Ligas Grises o Grisones, que era asimismo el nombre como serían conocidos los habitantes de esta zona.
Con posterioridad se aliaron con la Confederación suiza, aunque sin formar parte de ella.